# Ferdinand al VI-lea al Spaniei
Ferdinand VI (n. 23 septembrie 1713, Madrid, Madrid⁠(d), Spania – d. 10 august 1759, Villaviciosa de Odón⁠(d), Spania), a fost rege al Spaniei din 1746 până la moartea sa. A fost al patrulea fiu al regelui Filip al V-lea al Spaniei, fondatorul Casei de Bourbon din Spania și a primei lui soții, Maria Louisa de Savoia.